# Eigentliche Pythons
Die Eigentlichen Pythons (Python) sind eine Gattung der Schlangen aus der Familie der Pythons (Pythonidae). Die Gattung umfasst neun Arten, welche die Tropen Afrikas und Asiens besiedeln. Das grammatikalische Geschlecht eines Exemplars ist fachsprachlich maskulin, wobei der Duden auch die feminine Form erlaubt.

## Beschreibung
Alle Arten der Gattung sind mittelgroß bis sehr groß. Wie alle Pythonartigen sind sie ungiftig und töten ihre Beute durch Umschlingen. Alle Pythons haben ein Grubenorgan, können also Infrarotstrahlen erfassen und so auch im Dunklen jagen. Weitere gemeinsame Merkmale sind unter anderem die Bezahnung des Prämaxillare, der enorm dehnbare Unterkiefer und die sehr beweglichen Oberkieferknochen sowie die Fortpflanzung durch die Ablage von Eiern (Oviparie).

## Verbreitung
Das Verbreitungsgebiet umfasst das tropische Afrika und Asien. Vier Arten kommen in Afrika, die übrigen fünf im Südosten Asiens vor.

## Lebensweise
Alle Arten sind überwiegend nachtaktiv und ernähren sich in erster Linie von kleinen bis mittelgroßen Wirbeltieren. Die Beute wird über Wärmesinnesorgane, die Labialgruben, erkannt und geortet. Das Beutetier wird dann ergriffen, durch die außerordentlich kräftigen Körperschlingen erstickt und vollständig hinuntergewürgt.
Die Verdauung erfolgt sehr schnell, ein ganzes Kaninchen ist in 4–5 Tagen komplett verdaut. Dies ist möglich, weil die an der Verdauung maßgeblich beteiligten Organe (Magen, Darm und Leber) während der Verdauung um das Dreifache anwachsen. Die Verdauung ist ein enorm aufwändiger Prozess, sodass knapp die Hälfte des zugeführten Brennwerts schon während des Verdauungsvorganges wieder verbraucht wird.

## Arten
Zu den Eigentlichen Pythons werden zehn Arten gezählt:
- Angolapython (Python anchietae Bocage, 1887): Gesamtlänge 1 bis 2 m; endemisch in Angola und Namibia

- Dunkler Tigerpython (Python bivittatus Kuhl, 1820): Gesamtlänge 2 bis 4 m,[3][4] max. etwas über 5 m;[5] große Teile Südostasiens

- Borneo-Kurzschwanzpython (Python breitensteini Steindachner, 1881): Gesamtlänge 1 bis 2 m; endemisch auf Borneo
- Blutpython (Python brongersmai Stull, 1938): Gesamtlänge 1 bis 2 m, max. etwa 2,6 m; Teile Südostasiens[6]
- Sumatra-Kurzschwanzpython (Python curtus Schlegel, 1872): Gesamtlänge 1 bis 2 m; endemisch im Südteil von Sumatra
- Python kyaiktiyo Zug, Gotte & Jacobs, 2011: Myanmar[7]
- Heller Tigerpython (Python molurus (Linnaeus, 1758)): Gesamtlänge 2 bis 4 m, max. etwas über 5 m;[5] große Teile Südasiens
- Südlicher Felsenpython (Python natalensis Smith, 1840): Gesamtlänge 2,8 bis 4 m,[8] max. etwas über 5 m;[9] südliches Afrika
- Königspython (Python regius (Shaw, 1802)): Gesamtlänge 1 bis 2 m; West- und Zentralafrika
- Nördlicher Felsenpython (Python sebae (Gmelin, 1789)): Gesamtlänge 2,7 bis 4,6 m, max. etwas über 5 m;[10] West-, Zentral- und Ostafrika

P. breitensteini und P. brongersmai wurden bis vor einigen Jahren als Unterarten von P. curtus angesehen.
Der Netzpython (Malayopython reticulatus) und der Timorpython (Malayopython timoriensis) wurden früher als Python reticulatus beziehungsweise Python timoriensis ebenfalls zu den Eigentlichen Pythons gruppiert. 2008 wurden sie in die neue Gattung Malayopython verschoben, da neue Untersuchungen gezeigt hatten, dass diese beiden Arten das Schwestertaxon aller Pythons Australiens und Papua-Neuguineas bilden und damit mit diesen näher verwandt sind als mit den übrigen Arten der Gattung Python.
Jacobs, Auliya und Böhme erheben in einer Untersuchung von 2009 den Dunklen Tigerpython, der bisher als Unterart des Hellen Tigerpythons (Python molurus) angesehen wurde, auf Artniveau. Demnach wären mit dem Dunklen Tigerpython (Python bivittatus) zehn Arten als Eigentliche Pythons zu unterscheiden.

## Schutzstatus
Die meisten Schlangen der Familie Pythonidae sind im Anhang B der Europäischen Artenschutzverordnung gelistet und dürfen ohne Genehmigung gehalten werden. Gemäß der Bundesartenschutzverordnung ist die Haltung der zuständigen Landesbehörde gegenüber jedoch meldepflichtig.
P. molurus, der Helle Tigerpython ist im Anhang A der Europäischen Artenschutzverordnung geführt und darf ohne Genehmigung nicht gehalten werden.